# Ospedale Alessandro Manzoni
L'ospedale Alessandro Manzoni è il principale ospedale della provincia di Lecco. È situato nell'omonimo capoluogo nel rione di Germanedo in via dell'Eremo.
Il nosocomio è un presidio eminente facente parte dell'ASST Lecco, l'azienda pubblica che comprende anche:
- il presidio ospedaliero San Leopoldo Mandic di Merate;
- il presidio ospedaliero Umberto I di Bellano.

L'azienda socio-sanitaria territoriale eroga servizi anche in altre strutture quali i poliambulatori di Calolziocorte, Casatenovo, Mandello del Lario e Oggiono.

## Storia
Il primo ospedale sorto in città risale al 1843 in un terreno di proprietà privata situato nell'attuale sede del municipio, adiacente alla stazione, su iniziativa di un ricco commerciante lecchese che donò 40 000 lire austriache per la costruzione della struttura di ampiezza sufficiente a collocarvi i poveri di un comune che all'epoca contava circa 4 000 abitanti. Il progetto fu affidato all'architetto lecchese Giuseppe Bovara in quale se ne occupò in modo gratuito ma, per mancanza di fondi, venne realizzato solo un quarto dell'originale progetto.
L'edificio, un'elegante costruzione neoclassica sobria e misurata con un unico cortile porticato a differenza dei quattro previsti, venne sostituito nel 1900 da una sede più vasta e funzionale in una zona della città allora periferica detta Il Colombaio capace di 80 posti letto realizzata dagli ingegneri Mella e Ongania. Il presidio, anch'esso di richiamo neoclassico, venne modernizzato e sopraelevato di due piani nel secondo dopoguerra, ma risultò comunque insufficiente alle esigenze di un territorio la cui popolazione era assai cresciuta.
Fra il 1990 e il 1992, successivamente al finanziamento del progetto preliminare deliberato il 3 febbraio 1988, fu indetta una gara d'appalto per la presentazione e la valutazione dei progetti presentati avviando così l'avvio dei lavori di costruzione in una zona della città precedentemente acquistata dal comune nel 1949 nel rione di Germanedo.
Fra il 1998 e il 1999 fu introdotta in Lombardia la riforma sanitaria regionale che portò all'organizzazione su base provinciale dell'Azienda Ospedaliera di Lecco acquisendo la gestione dei presidi di Merate e Bellano oltre ai poliambulatori del territorio.
Per la qualità dei servizi negli stessi anni l'ospedale ottenne la certificazione di qualità ISO 9001 dall'ente Det Norske Veritas il quale accertò che tutte le norme del sistema di qualità erano applicate in maniera efficiente in tutte le undici strutture coinvolte, un percorso iniziato nel 1995 per un gruppo pilota di alcune unità operative e servizi.
Nel marzo 2000, alla presenza del cardinale Carlo Maria Martini e del Ministro della sanità, venne inaugurato l'attuale nosocomio, un'imponente struttura intitolata al celebre scrittore milanese Alessandro Manzoni che molto lustro donò alla città. Iniziarono così i primi trasferimenti dei reparti conclusi nel 2003 quando l'ospedale divenne pienamente operativo mentre nell'edificio precedente si avviarono i lavori di costruzione del nuovo campus universitario in stile anglosassone del Politecnico di Milano inaugurato nel 2013.
Il 26 ottobre 2004 l'Azienda riceve, prima in Italia, il certificato di conformità alla norma Vision 2000 per tutti i dipartimenti, poliambulatori e processi presenti nei tre presidi aziendali.

## Struttura
L'ospedale, realizzato dalla ditta Salini Impregilo si sviluppa su una superficie utile superiore a 137000 m² e, da contratto, prevedeva la presenza di 950 posti letto e 32 culle pediatriche. Si articola in tre corpi di fabbrica collegati tra loro da un asse distributivo centrale. Lungo l'asse attrezzato sono ubicati i percorsi tecnici e i flussi dei pasti e dei materiali sporchi e puliti.
I tre edifici interconnessi fra loro ospitano le funzioni sotto descritte:

### Edificio A
(superficie composta da 76649 m² suddivisa in due piani interrati e cinque piani fuori terra).
Degenze; diagnostica per immagini con le più moderne apparecchiature oggi disponibili; radioterapia e medicina nucleare; day-hospital e terapia intensiva; chirurgia con 21 sale operatorie; emodialisi e ambulatori; laboratori clinici e di patologia; terapie intensive e pronto soccorso; blocco parto e patologia neonatale; sterilizzazione; trattamento rifiuti liquidi infettivi, radioattivi e tossico/nocivi.

### Edificio B
(superficie composta da 45547 m² suddivisa in tre piani interrati e quattro piani fuori terra).
Direzione generale; amministrazione; scuola infermieri; auditorium; ristorante e parcheggio multipiano per 1250 autovetture.

### Edificio C
(superficie composta da 15087 m² suddivisa in un piano interrato e due piani fuori terra).
Centrali tecnologiche, magazzini, cucina, lavanderia, smaltimento rifiuti solidi.
All'interno del complesso ospedaliero e in posizione baricentrica, sono stati creati grandi spazi (hall d'ingresso) dotati di negozi, ufficio postale, banca, bar, edicola, dai quali si accede, per percorsi diversi, a tutte le funzioni sanitarie. L'ospedale è equipaggiato con un sistema informativo integrato per la gestione di tutti gli aspetti amministrativi, clinici e organizzativi, nonché con un sistema automatizzato di trasporto dei materiali.
All'ingresso del nosocomio del capoluogo è posta una scultura in pietra serena di Luigi Supino che ritrae la Madonna della Maternità.

## Dipartimenti e unità operative
- Anatomia patologica (istologia, citologia, biologia molecolare, unità di cura coronarica)
- Anestesia e rianimazione
- Cardiochirurgia
- Cardiologia (elettrofisiologia, cardiostimolazione, emodinamica)
- Chirurgia generale
- Chirurgia II (senologia, endocrinologia)
- Chirurgia vascolare (angiologia, chirurgia endovascolare)
- Dermatologia (chirurgia dermatologica, dermatologia oncologica, allergologia, fototerapia, terapia fotodinamica)
- Endoscopia (fisiopatologia digestiva)
- Malattie infettive (patologie d'importazione)
- Medicina generale (endocrinologia, epatologia, gastroenterologia, immunologia, ematologia)
- Medicina nucleare (mineralometria, scintigrafia)
- Medicina riabilitativa
- Medicina trasfusionale (centro donazioni del sangue)
- Microbiologia e virologia
- Nefrologia e dialisi
- Neonatologia e terapia intensiva neonatale
- Neurochirurgia
- Neurologia (neuroscienze)
- Neuropsichiatria infantile (riabilitazione logopedica, neuromotoria)
- Neuroradiologia
- Neurorianimazione (terapia intensiva)
- Oculistica
- Oncologia (chemioterapia, oncoematologia)
- Ortopedia e traumatologia
- Ostetricia e ginecologia (pronto soccorso ostetrico ginecologico)
- Otorinolaringoiatria (audiovestibologia)
- Patologia clinica
- Pediatria (allergologia pediatrica, diabetologia pediatrica, nefrologia pediatrica, oncologia pediatrica, gastroenterologia pediatrica)
- Pronto soccorso
- Psichiatria
- Radiologia (ecografia, tomografia assiale, mammografia, risonanza magnetica nucleare, colangiografia transepatica)
- Radioterapia (brachiterapia)
- Urologia (andrologia)